# Зубовский сельсовет (Башкортостан)
Зубовский сельсовет — муниципальное образование в Уфимском районе Башкортостана.
Административный центр — село Зубово.

## История
23 марта 1960 года на основании указа Президиума Верховного Совета Башкирской АССР был объединен Чесноковский и Осоргинский сельсоветы в  Зубовский сельсовет с центром в населенном пункте Зубово. Председателем Зубовского сельсовета назначен Градобоев Федор Тихонович.
6 июня 1966 года на заседании исполкома Уфимского райсовета было принято решение об исключении из состава Зубовского сельсовета населенных пунктов: Таптыково, Осоргино, Дебовска, Преображеновка, Глумилино, Лекаревка, Кипчак.
С 11 марта 1992 года на основании решения сессии Зубовского совета народных депутатов Уфимского района БАССР Зубовский сельсовет был разукрупнен и образован Чесноковский сельский совет.
В октябре 2002 года администрация Зубовского сельсовета Уфимского района РБ переименована в муниципальное образование Зубовский сельсовет Уфимского района РБ.
Закон Республики Башкортостан от 17 декабря 2004 г. № 125-з «Об изменениях в административно-территориальном устройстве Республики Башкортостан, изменениях границ и преобразованиях муниципальных образований в Республике Башкортостан» гласит:
Статья 1. «Изменения в административно-территориальном устройстве Республики Башкортостан», п.п. 54, 55:

54. Изменить границы следующих сельсоветов Уфимского района, Уфимского района, города Уфы, следующих территориальных единиц города Уфы согласно представленной схематической карте, передав часть территорий территориальных единиц города Уфы в состав территорий сельсоветов Уфимского района:
- 127 га Орджоникидзевского района города Уфы в состав территории Черкасского сельсовета Уфимского района;
- 66 га Кировского района города Уфы в состав территории Чесноковского сельсовета Уфимского района;
- 300 га Кировского района города Уфы в состав территории Зубовского сельсовета Уфимского района;
- 379 га Кировского района города Уфы в состав территории Булгаковского сельсовета Уфимского района;
- 6 га Кировского района города Уфы в состав территории Ольховского сельсовета Уфимского района;

55. Изменить границы Зубовского и Чесноковского сельсоветов Уфимского района согласно представленной схематической карте, передав часть территории площадью 50 га Зубовского сельсовета Уфимского района в состав территории Чесноковского сельсовета Уфимского района.

С ноября 2006 года на основании Устава муниципальное образование Зубовский сельсовет Уфимского района РБ переименовано в сельское поселение Зубовский сельсовет муниципального района Уфимский район РБ.
Согласно Закону о границах, статусе и административных центрах муниципальных образований в Республике Башкортостан имеет статус сельского поселения.
председатели
В 1961-1967 гг. председателем Зубовского сельсовета был Кабаков Ульян Федорович.
11967-1973 гг. председатели  Емельянов Анатолий Иванович и Шабрина Валентина Александровна.
1973-1977 гг. председатель исполкома Зубовского сельсовета  Михайлов Валентин Степанович.
1977-1988 гг. председатель Гайнетдинов Гилажетдин Мухитдинович.
С 1988 года председатель Гордеев Николай Иванович.
С апреля 1992 года Гордеев Николай Иванович является главой администрации Зубовского сельсовета.
С 20 сентября 2000 года на основании решения сессии Зубовского сельсовета Уфимского района РБ председателем Совета и главой администрации Зубовского сельсовета Уфимского района РБ является Хабибуллин Радик Рашитович.
С 19 марта 2007 года главой сельского поселения Зубовский сельсовет муниципального района Уфимский район РБ избран Муталов Рим Мухаметович.

## Население
| 2002  | 2009  | 2010  | 2012  | 2013  | 2014  | 2015  |
| ----- | ----- | ----- | ----- | ----- | ----- | ----- |
| 3733  | ↗4517 | ↗4988 | ↗5272 | ↗5588 | ↗6100 | ↗6578 |
| 2016  | 2017  | 2018  |       |       |       |       |
| ↗7369 | ↗7796 | ↗8342 |       |       |       |       |

## Состав сельского поселения
| № | Населённый пункт | Тип населённого пункта       | Население |
| - | ---------------- | ---------------------------- | --------- |
| 1 | Зубово           | село, административный центр | ↗8691     |
| 2 | Нижегородка      | село                         | ↗3101     |
| 3 | Лебяжий          | село                         | ↗290      |
| 4 | Березовка        | деревня                      | ↘115      |